# Marcel Pellenc
Marcel Pellenc (Marseille, 18 mars 1897 - Paris, 19 octobre 1972) est un homme politique français.

## Biographie
Né à Marseille, où il passe une partie de son enfance, il est issu d'une famille de fonctionnaire de Rustrel, dans le Vaucluse.
Après ses études secondaires, ou il obtient le baccalauréat, il s'engage dans l'artillerie, pour participer à la Première Guerre mondiale. Il est décoré de la Croix de guerre, avec palmes, et la Légion d'honneur. En 1919, il entre à l'École polytechnique, puis à l'École supérieure d'électricité de Paris, en 1921 et de l'École nationale de radioélectricité.
Il commence sa carrière professionnelle, à 24 ans, comme ingénieur dans l'administration des PTT, puis devient le premier directeur de la Radiodiffusion nationale (un service placé sous la tutelle du ministère des Postes créé par le décret-loi du 28 décembre 1926), poste qu'il occupera pendant 14 ans. À ce poste, il conçoit le premier plan de développement de la radio. Il devient ingénieur chef en 1933. Ses relations sont compliquées tant avec les syndicats de l'administration qu'avec un de ses ministères, Georges Mandel.
À 30 ans, il devient professeur dans les écoles où il a étudié.

## Mandats

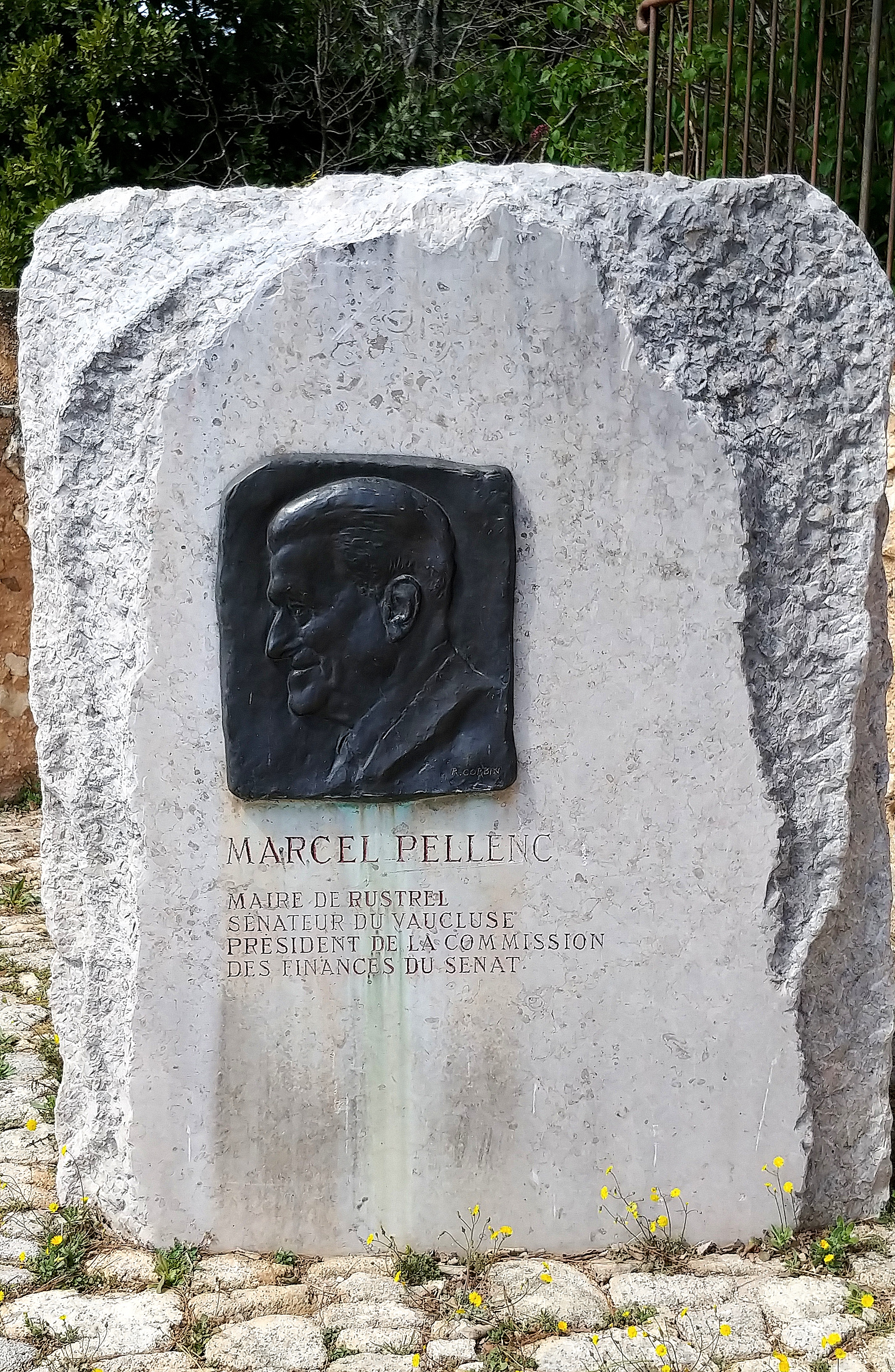
Monument dédié à Marcel Pellenc à Rustrel

Marcel Pellenc, maire de Rustrel, dans le Vaucluse, à partir de 1947, exerce ses fonctions de sénateur sous deux Républiques. Son premier  mandat date de 1948, il est réélu en 1952 et 1958, sous la Quatrième République. Après l'approbation de la Cinquième République, il est de nouveau élu en 1959 et 1968.

### Fonction au cours de ses mandats de sénateur
- Président de la commission des finances, du contrôle budgétaire et des comptes économiques de la Nation
- Rapporteur général de la commission des finances, du contrôle budgétaire et des comptes économiques de la Nation
- Membre de la commission des finances, du contrôle budgétaire et des comptes économiques de la Nation
- Membre du groupe de la Gauche démocratique